# Tuva Airlines
Tuva Airlines (Russisch: ОАО Тувинские Авиалинии) is een Russische luchtvaartmaatschappij met haar thuisbasis in Kyzyl.

## Geschiedenis
Tuva Airlines is opgericht in 1995 als opvolger van Aeroflots Kyzyl-divisie.

## Vloot
De vloot van Tuva Airlines bestaat uit:
- 8 Jakovlev Jak-40 (gegevens 12/2006)